# Erik Kaliňák
Erik Kaliňák (* 9. září 1991 Bratislava) je slovenský politik, místopředseda strany SMER – sociálna demokracia, bývalý poslanec Národní rady SR a od roku 2024 poslanec Evropského parlamentu. Je synovcem spoluzakladatele SMERu-SD Roberta Kaliňáka.

## Životopis
V roce 2015 absolvoval magisterské studium filozofie na Filozofické fakultě Univerzity Komenského v Bratislavě.
Do strany SMER-SD vstoupil roku 2018 jakožto administrátor facebookových profilů. Mimo jiné spravoval např. profily Roberta Fica či Ľuboše Blahy. V roce 2020 se stal místopředsedou strany.
V parlamentních volbách v roce 2023 získal 145 018 přednostních hlasů a stal se tak poslancem Národní rady SR.
Ve volbách do Evropského parlamentu v roce 2024 byl se ziskem 151 860 hlasů zvolen poslancem.